# Mandrevillars
Mandrevillars (Mandrev'lé en patois) est une commune française située dans le département de la Haute-Saône, la région culturelle et historique de Franche-Comté et la région administrative Bourgogne-Franche-Comté.

## Géographie

### Géologie
Le territoire communal repose sur le gisement de schiste bitumineux de Haute-Saône daté du Toarcien.

### Climat
Pour des articles plus généraux, voir Climat de la Bourgogne-Franche-Comté et Climat de la Haute-Saône.
En 2010, le climat de la commune est de type climat de montagne, selon une étude du Centre national de la recherche scientifique s'appuyant sur une série de données couvrant la période 1971-2000. En 2020, Météo-France publie une typologie des climats de la France métropolitaine dans laquelle la commune est exposée à un climat semi-continental et est dans une zone de transition entre les régions climatiques « Lorraine, plateau de Langres, Morvan » et « Vosges ». 
Pour la période 1971-2000, la température annuelle moyenne est de 9,7 °C, avec une amplitude thermique annuelle de 17,3 °C. Le cumul annuel moyen de précipitations est de 1 303 mm, avec 13,5 jours de précipitations en janvier et 10,6 jours en juillet. Pour la période 1991-2020, la température moyenne annuelle observée sur la station météorologique de Météo-France la plus proche, « Dorans », sur la commune de Dorans à 5 km à vol d'oiseau, est de 10,9 °C et le cumul annuel moyen de précipitations est de 974,0 mm. 
La température maximale relevée sur cette station est de 38,1 °C, atteinte le 24 juillet 2019 ; la température minimale est de −16 °C, atteinte le 20 décembre 2009,,. 
Les paramètres climatiques de la commune ont été estimés pour le milieu du siècle (2041-2070) selon différents scénarios d'émission de gaz à effet de serre à partir des nouvelles projections climatiques de référence DRIAS-2020. Ils sont consultables sur un site dédié publié par Météo-France en novembre 2022.

## Urbanisme

### Typologie
Au 1er janvier 2024, Mandrevillars est catégorisée commune rurale à habitat dispersé, selon la nouvelle grille communale de densité à sept niveaux définie par l'Insee en 2022.
Elle est située hors unité urbaine. Par ailleurs la commune fait partie de l'aire d'attraction de Belfort, dont elle est une commune de la couronne,. Cette aire, qui regroupe 91 communes, est catégorisée dans les aires de 50 000 à moins de 200 000 habitants,.

### Occupation des sols
L'occupation des sols de la commune, telle qu'elle ressort de la base de données européenne d’occupation biophysique des sols Corine Land Cover (CLC), est marquée par l'importance des territoires agricoles (53,7 % en 2018), en diminution par rapport à 1990 (55,4 %). La répartition détaillée en 2018 est la suivante : 
forêts (37,9 %), terres arables (28,5 %), prairies (17,7 %), zones urbanisées (8,4 %), zones agricoles hétérogènes (7,5 %). L'évolution de l’occupation des sols de la commune et de ses infrastructures peut être observée sur les différentes représentations cartographiques du territoire : la carte de Cassini (XVIIIe siècle), la carte d'état-major (1820-1866) et les cartes ou photos aériennes de l'IGN pour la période actuelle (1950 à aujourd'hui).

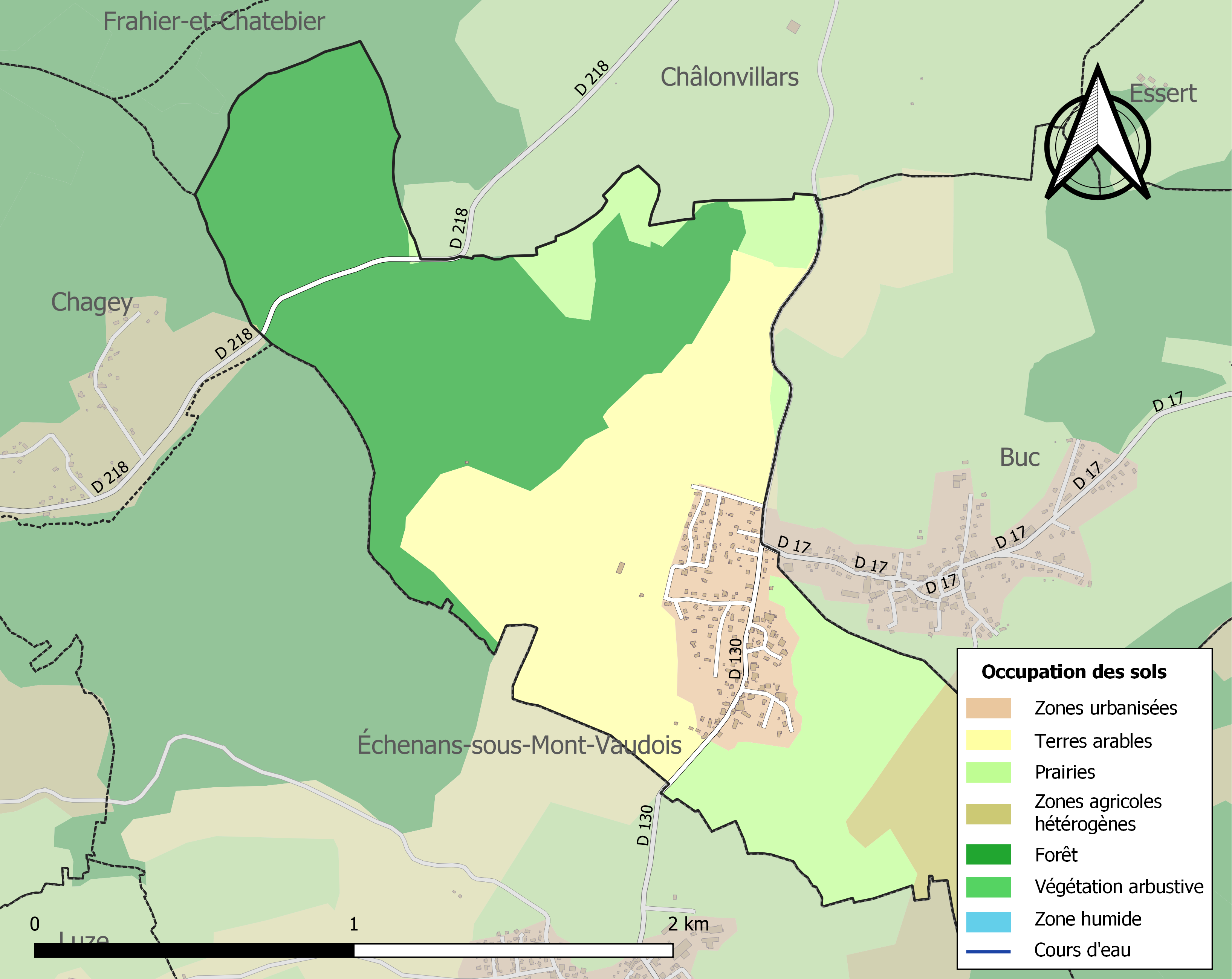
Carte des infrastructures et de l'occupation des sols de la commune en 2018 (CLC).

## Histoire
Le site de Mandrevillars est occupé par l'Homme depuis la Préhistoire. Des fouilles archéologiques ont révélé des silex du Néolithique au lieu-dit Sous-la-Côte et des sépultures de la Tène (second âge du fer) au lieu-dit « Combeaufol ».
Jusqu'à la Révolution française, Mandrevillars dépendait de la Seigneurie d'Héricourt, qui elle-même dépendait du comté de Montbéliard.
À partir de 1700, l'histoire du village est étroitement liée à celle de Buc (Territoire de Belfort), toute proche, ainsi qu'à celle d'Échenans-sous-Mont-Vaudois. Jusqu'à la Révolution française, Mandrevillars dépendait de la paroisse catholique de Buc, mais étant à majorité luthérienne, elle dépendait également d'Échenans-sous-Mont-Vaudois pour cette confession. Jusqu'à la fin du XXe siècle (les années 1990), des habitants de Mandrevillars de confession luthérienne se faisaient encore enterrer à Échenans.
En 1972 fut formée la commune de Châlonvillars-Mandrevillars par la fusion des deux anciennes communes. Ce n'est qu'en 1989 qu'elle fut supprimée et que les communes constituantes de Châlonvillars et Mandrevillars furent rétablies.

## Héraldique
| Blason de Mandrevillars | Blason  | Parti de gueules et d'azur; au chef d'or chargé de deux étoiles à six rais de sable. |
| Blason de Mandrevillars | Détails | Le statut officiel du blason reste à déterminer.                                     |

## Politique et administration

### Rattachements administratifs et électoraux
Mandrevillars fait partie de l'arrondissement de Lure du département de la Haute-Saône, en région Bourgogne-Franche-Comté.
La commune était historiquement rattachée depuis la Révolution française au canton d'Héricourt. Celui-ci a été scindé en 1985 et la commune rattachée au canton de Héricourt-Est. Dans le cadre du redécoupage cantonal de 2014 en France, la commune fait désormais partie du Canton d'Héricourt-1.

### Intercommunalité
La commune est membre de la communauté de communes du Pays d'Héricourt, intercommunalité créée au 1er janvier 2001.

### Liste des maires
| Période                                  | Période                   | Identité               | Étiquette | Qualité |
| ---------------------------------------- | ------------------------- | ---------------------- | --------- | --- |
| Les données manquantes sont à compléter. |                           |                        |           | |
| avant 1995                               | ?                         | Yves Stein             |           | |
| mars 2001                                | En cours (au 29 mai 2020) | Jean-Jacques Sombsthay | PS        | Vice-président de la CC du Pays d'Héricourt (2014 → ) Conseiller départemental d'Hérocourt-1 (2015 → ) Président du comité départemental du tourisme (2016 → ) Réélu pour le mandat 2020-2026 |

## Démographie
En 2022, la commune de Mandrevillars comptait 338 habitants. À partir du XXIe siècle, les recensements réels des communes de moins de 10 000 habitants ont lieu tous les cinq ans. Les autres « recensements » sont des estimations.
| 1793 | 1800 | 1806 | 1821 | 1831 | 1836 | 1841 | 1846 | 1851 |
| ---- | ---- | ---- | ---- | ---- | ---- | ---- | ---- | ---- |
| 155  | 160  | 183  | 155  | 175  | 197  | 190  | 189  | 189  |

| 1856 | 1861 | 1866 | 1872 | 1876 | 1881 | 1886 | 1891 | 1896 |
| ---- | ---- | ---- | ---- | ---- | ---- | ---- | ---- | ---- |
| 161  | 141  | 143  | 129  | 142  | 126  | 133  | 99   | 106  |

| 1901 | 1906 | 1911 | 1921 | 1926 | 1931 | 1936 | 1946 | 1954 |
| ---- | ---- | ---- | ---- | ---- | ---- | ---- | ---- | ---- |
| 97   | 104  | 103  | 92   | 83   | 87   | 87   | 85   | 92   |

| 1962 | 1968 | 1990 | 1999 | 2005 | 2006 | 2010 | 2015 | 2020 |
| ---- | ---- | ---- | ---- | ---- | ---- | ---- | ---- | ---- |
| 80   | 86   | 123  | 140  | 190  | 202  | 218  | 234  | 309  |

| 2022 | - | - | - | - | - | - | - | - |
| ---- | - | - | - | - | - | - | - | - |
| 338  | - | - | - | - | - | - | - | - |

## Lieux et monuments
L'église de l'Assomption-de-la-Vierge-Marie.

Église de l'Assomption-de-la-Vierge-Marie.
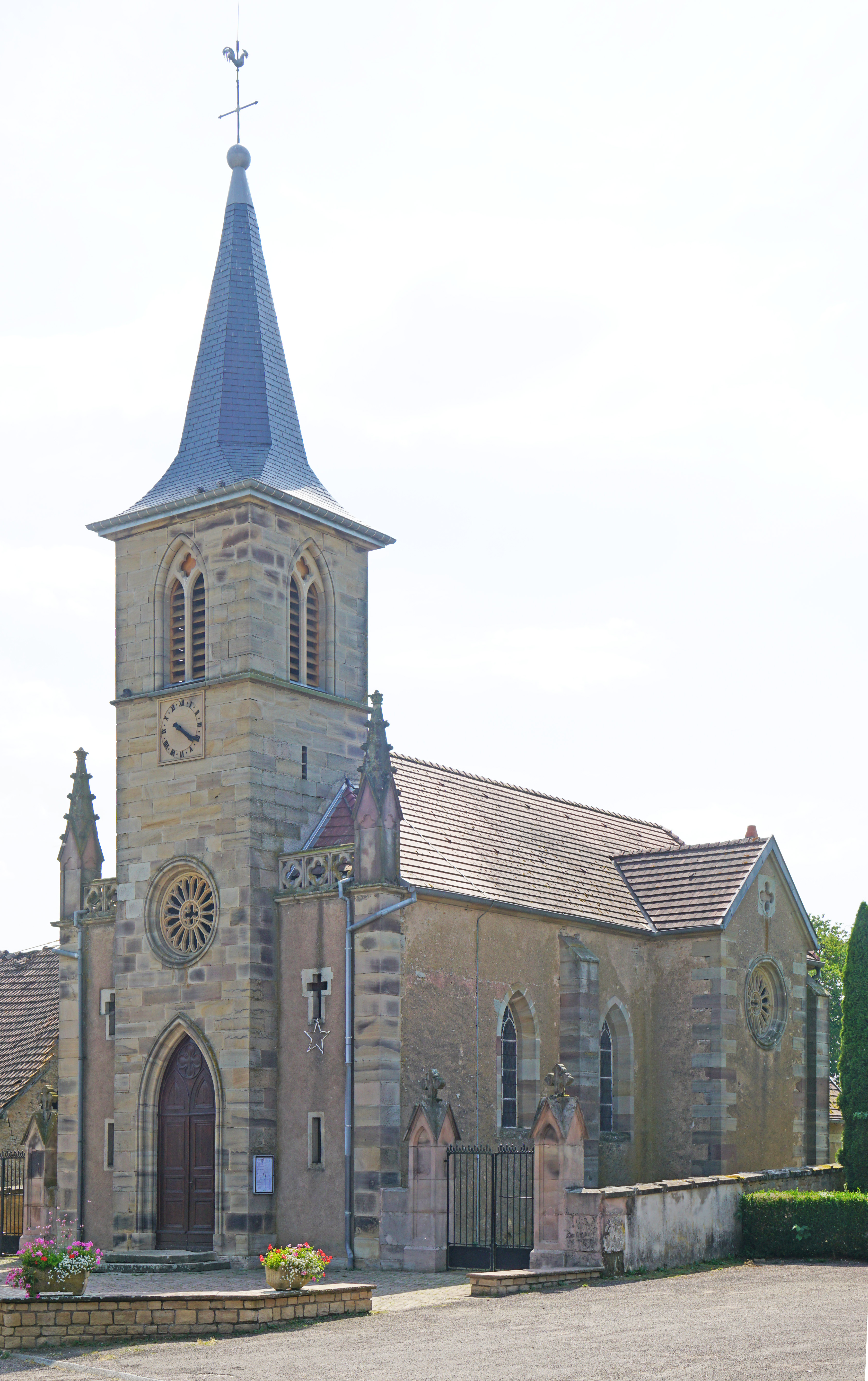
Clocher.
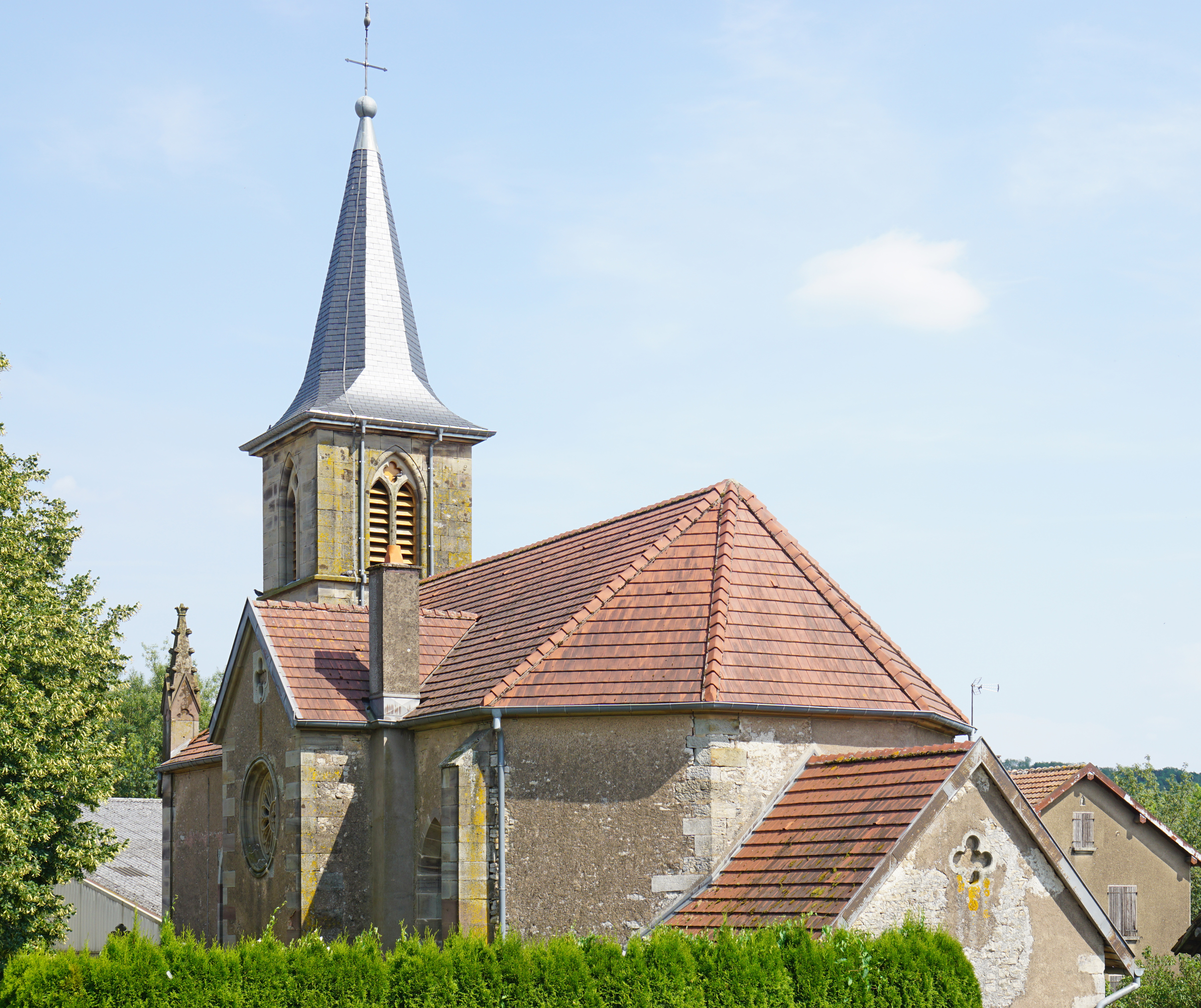
Vue de l'arrière.
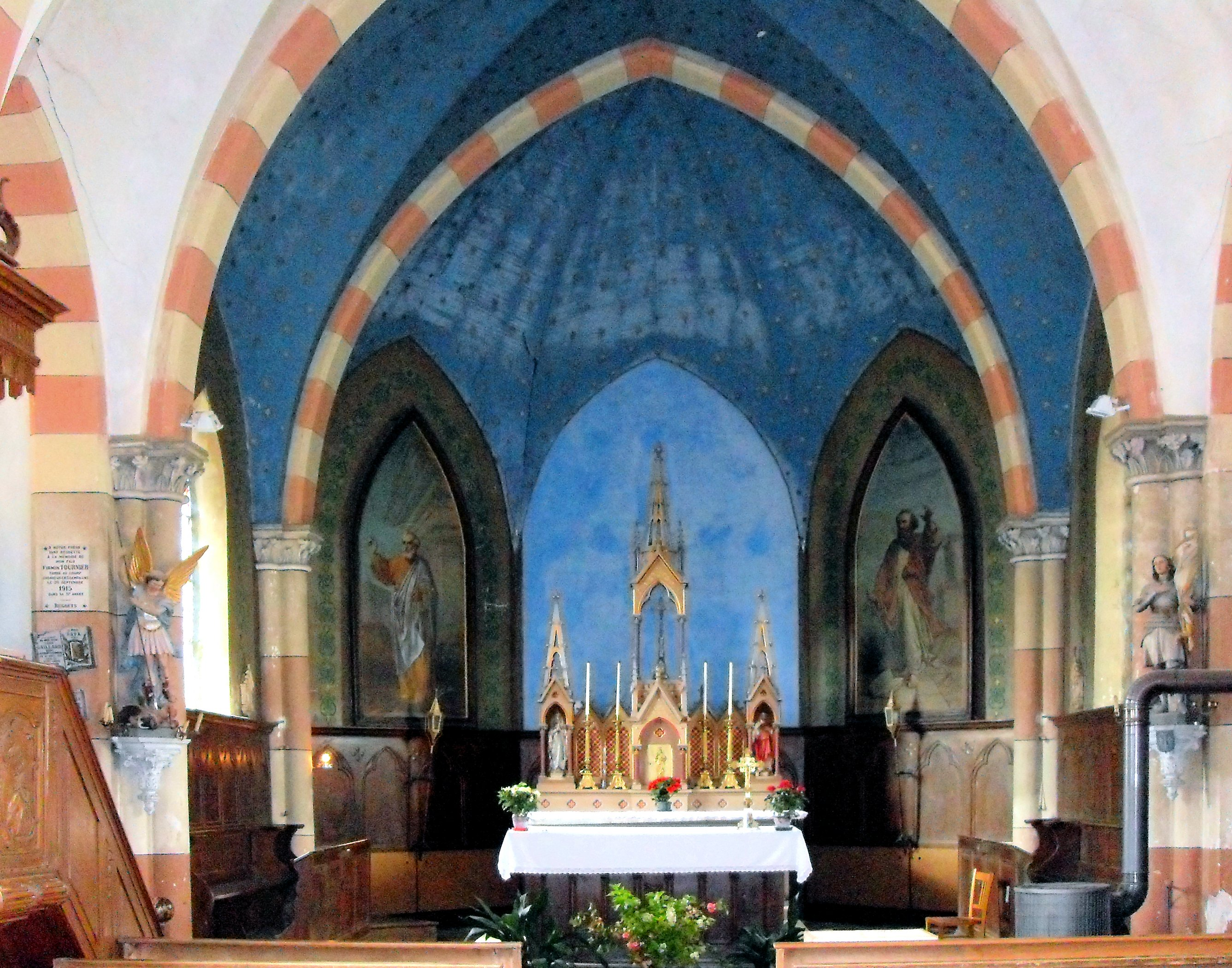
L'inérieur.
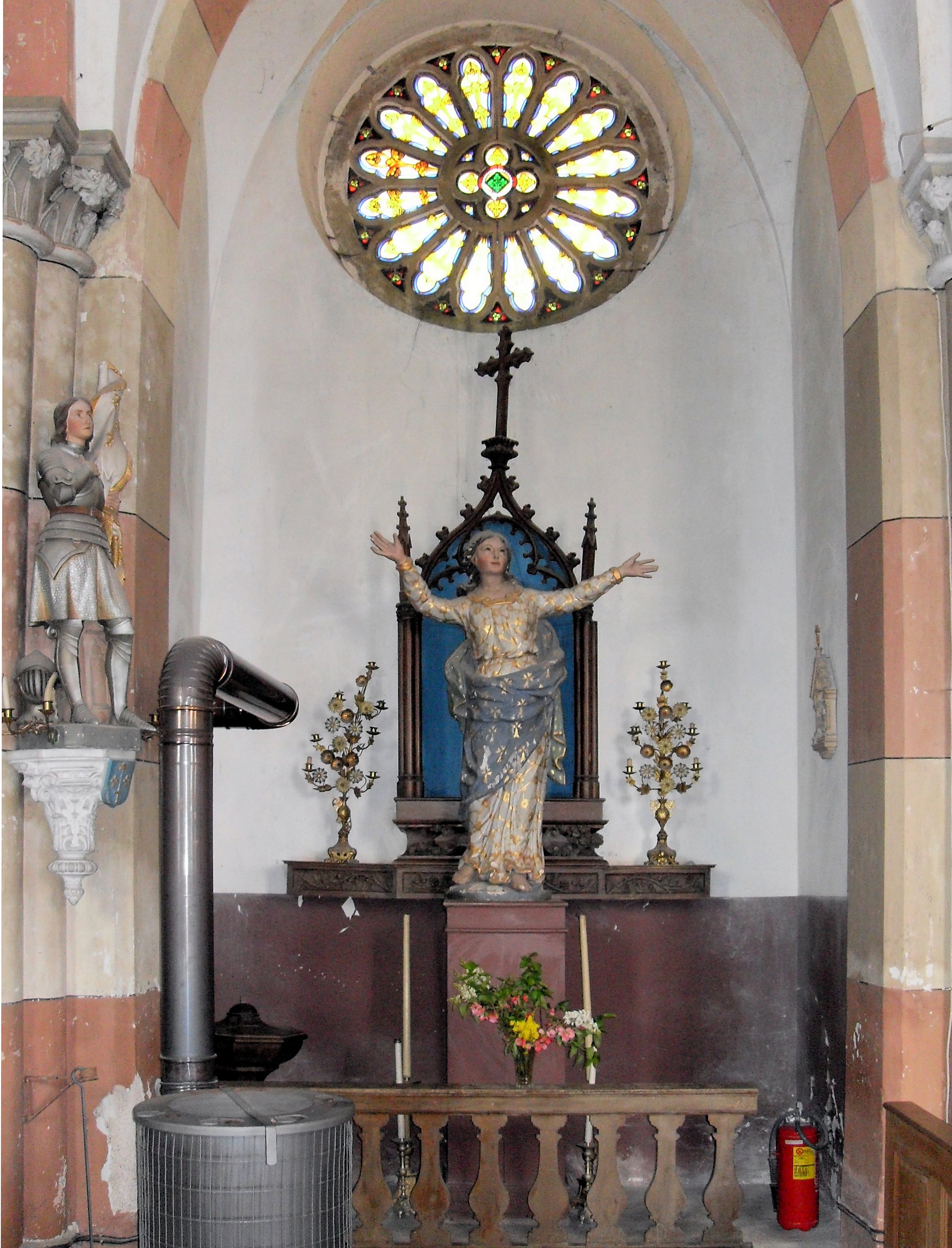

Mandrevillars possède une chapelle du XVIIIe siècle.
Dans la forêt se trouve une petite croix de pierre datée de 1792 et appelée la Croix des Femmes. Cette croix a été érigée là en souvenir de Barret Paulin(née en 1750), femme de Bourgeois Jean-François et de ses deux filles : Marie-Catherine (née en 1772) et Élisabeth (née le 18/11/1781). Les trois femmes ont été tuées par la foudre le 17 août 1792. Elles revenaient de Genéchier où elles avaient porté le repas à Bourgeois Jean-François qui labourait un champ.[style à revoir]

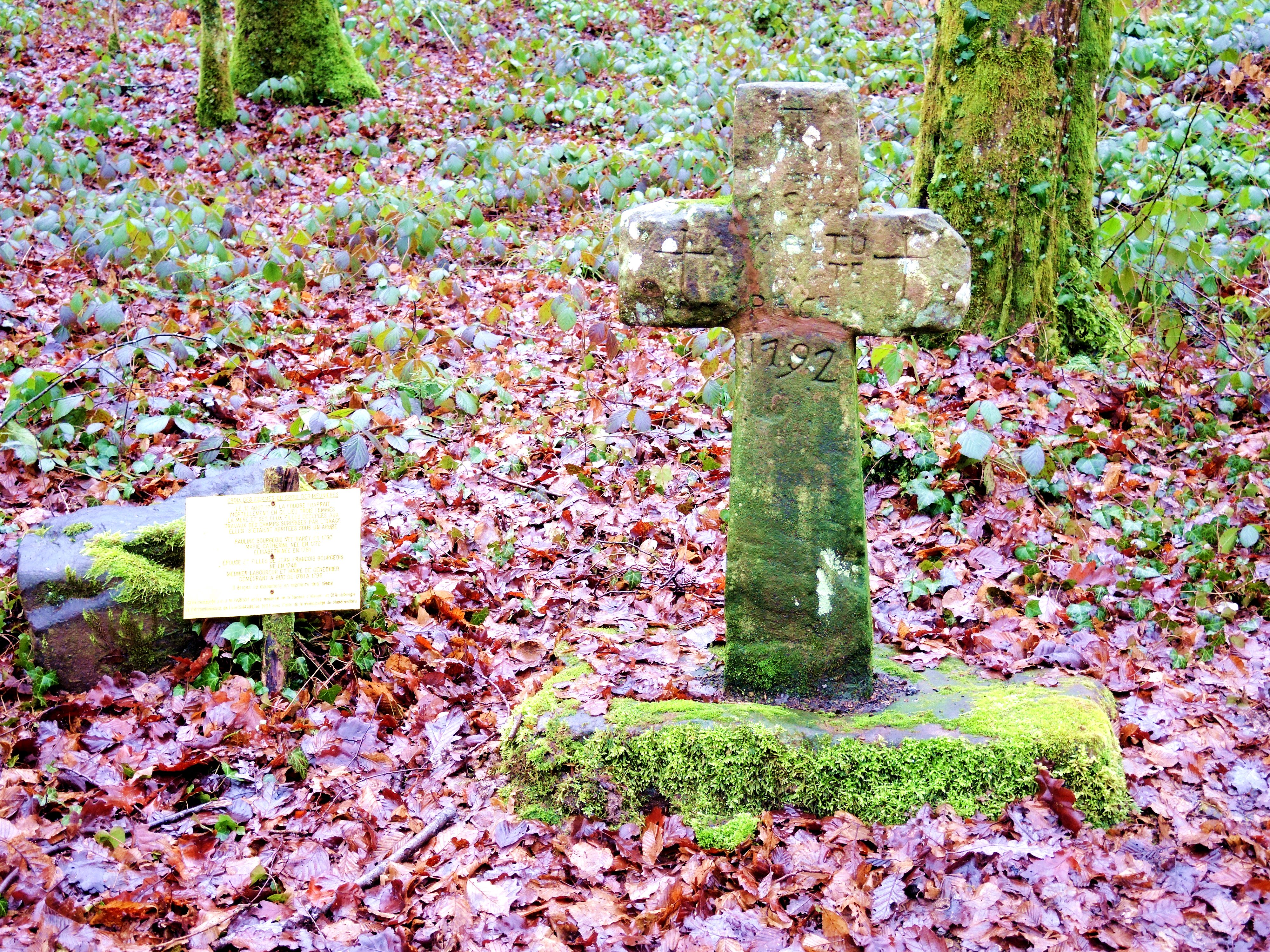
La croix des Femmes.
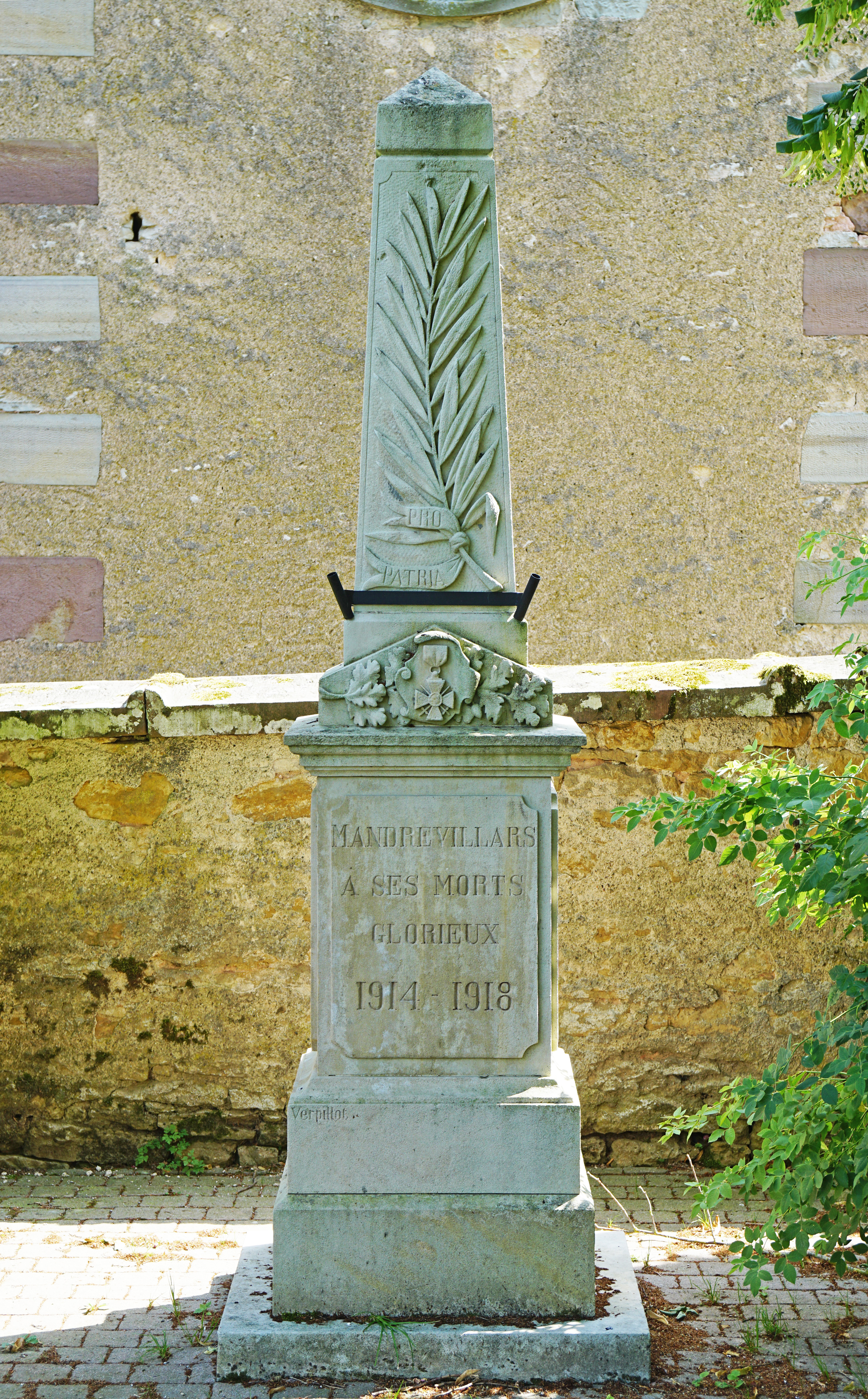
Monument aux morts.